# Tmarus paulensis
Tmarus paulensis är en spindelart som beskrevs av Salvador de Toledo Piza Júnior 1935. Tmarus paulensis ingår i släktet Tmarus och familjen krabbspindlar. Inga underarter finns listade i Catalogue of Life.